# Westeraccum
Westeraccum is een dorp in de Duitse deelstaat Nedersaksen. Bestuurlijk maakt het deel uit van de gemeente Dornum, gelegen in de Landkreis Aurich.
Westeraccum ligt op een warft, een paar kilometer van de Noordzeekust. De terp is opgeworpen op een zandkop in het zeekleigebied. Het wordt voor het eerst rond 1200 genoemd als Westrachem. Het dorp heeft een kerk uit de dertiende eeuw, de Petruskerk.